# Penninikum

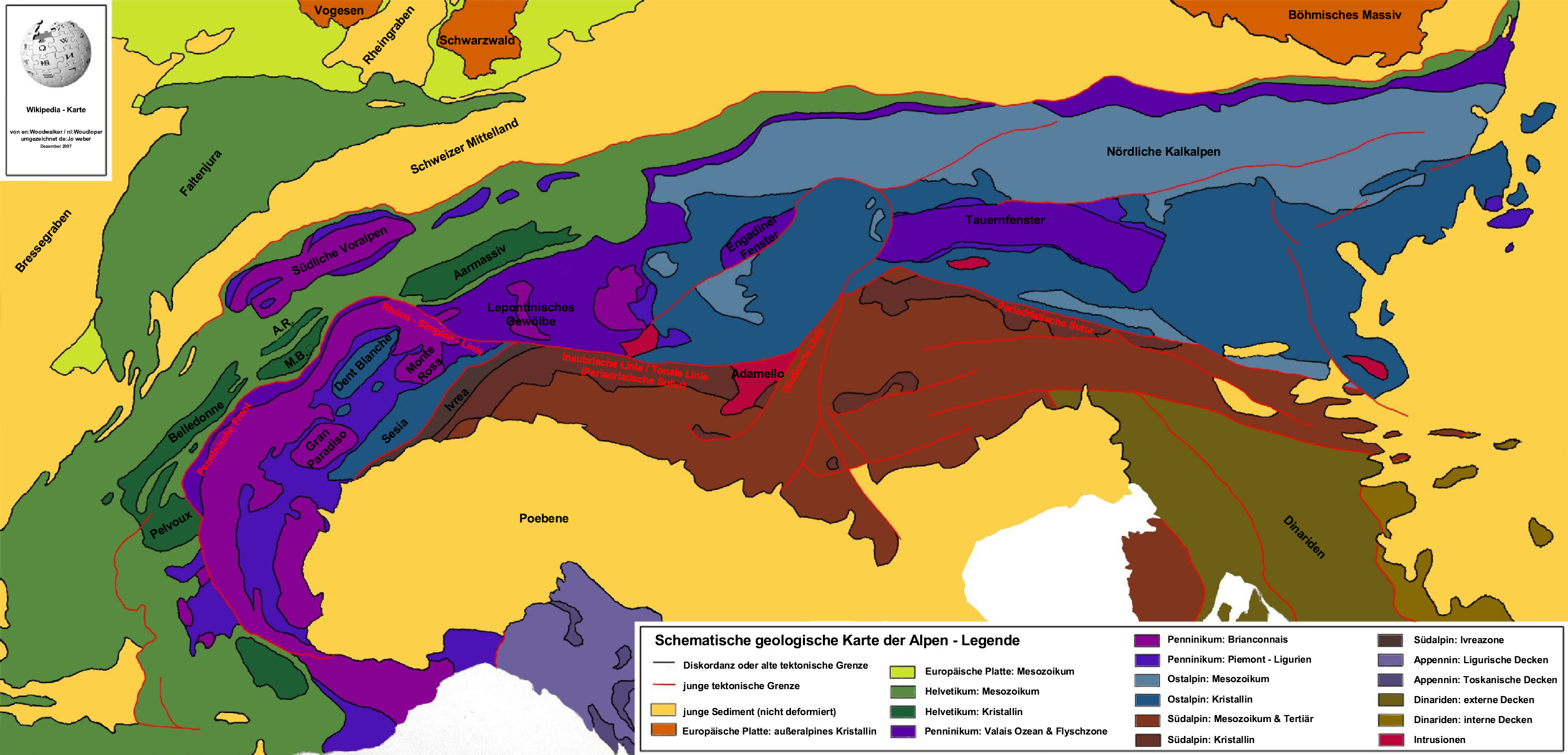
Geologische Skizze der Alpen mit den Bezeichnungen der größeren Untereinheiten. Die Lage der Großeinheiten geht aus der Farbzuordnung in der Legende hervor.

Das Penninikum ist eine der geologischen Haupteinheiten der Alpen. Seine Gesteine gehörten zum größeren Teil dem Ablagerungsraum der Tethys an, dessen Nordwestzipfel im Jura (206–144 mya) zwischen der europäischen Kontinentalkruste und der zum afrikanischen Kontinent gerechneten Adriatischen Kontinentalplatte lag. Bei der Alpenfaltung wurden die Gesteine des Penninikums zusammengeschoben und weit nach Norden und Westen auf den europäischen Kontinentalrand überschoben. So entstanden aus dem Penninikum die Penninischen Decken.

## Struktur und Gesteinsinhalt
Im Strukturbau der Alpen liegt das Penninikum über dem Helvetikum (abgescherte Sedimente des europäischen Kontinents) und unter dem Ostalpin / Südalpin (Bestandteile der oberen Kontinentalplatte).
Unter den Gesteinen des Penninikums lässt sich eine Dreiteilung in Oberes, Mittleres und Unteres Penninikum vornehmen, die jeweils wiederum aus einem kompliziert verformten Stapel tektonischer Decken bestehen, die auf einen gemeinsamen Entstehungsraum zurückgeführt werden. Gebräuchlich ist auch die gleichbedeutende Unterteilung in Nord-, Mittel- und Südpenninikum, alternativ auch Hoch-, Mittel- und Tiefpenninikum.

### Oberes Penninikum (Piemont-Zone)
Die Gesteine dieser Einheit entstammen dem Piemont-Ligurischen Ozean, einem ozeanischen Teilbecken der Tethys direkt vor dem Rand der Apulischen Platte. Zum Oberen oder Hoch-Penninikum (Piemont, Ligurien) zählen die südpenninischen Ophiolithe, die zusammen mit Bündnerschiefern und Radiolariten (ein typisches Tiefseesediment) vorkommen. Ein weiteres charakteristisches Gestein des Penninikums ist der Helminthoiden-Flysch. Bei den Ophiolithen handelt es sich um die nicht der Subduktion zum Opfer gefallenen Reste eines größeren Ozeans, daher kommt ihnen große Bedeutung als Beweis der Existenz ozeanischen Lithosphärenmaterials zu. Solche größeren Opholithmassen bilden in den Alpen auch einige Gipfel, der bekannteste ist der Großglockner in den Hohen Tauern in Österreich. Zum Oberen Penninikum gehören auch die Gesteine der Préalpes und die tektonische Mélange der Matreier Schuppenzone.

### Mittleres Penninikum (Briançonnais-Zone)
Die Gesteine des Mittleren Penninikums entstammen einem Hochgebiet im alpinen Ozean, das als Briançonnais bezeichnet wird. Sie stellte eine „kontinentale“ Hochzone dar, während die südlich gelegene Piemont-Zone und die nördliche Valais-Zone tiefer gelegene Sedimentationsräume waren. Die genaue geologische Stellung des Briançonnais ist weiter Gegenstand der Forschung. Diskutiert wird die Herkunft als Rest eines Terrans oder als ehemalige Ostspitze der heutigen iberischen Halbinsel. Klar ist, dass die Briançonnais-Schwelle den Walliser Trog (Valais-Zone) im Norden vom Piemont-Ozean im Süden trennte.
Das Mittlere Penninikum enthält Kristallindecken, kohleführende Schichten des Paläozoikums (Zone de Houillière) und davon abgescherte mesozoische Sedimentdecken, die aus Sandsteinen, Tonsteinen und Kalksanden (im Walliser Trog) sowie flachmarinen Kalken und Mergeln (auf der Briançonnais-Schwelle) bestehen.

### Unteres Penninikum (Valais-Zone)
Das Untere Penninikum enthält unter anderem ozeanische Sedimente und Ophiolithe, Bündnerschiefer sowie die Flyschzone. Es wird heute als Überrest eines Akkretionskeils aus dem zum Atlantik offenen nordpenninischen Valais-Ozean angesehen, in dem Gesteine aus dem Ozean und vom äußersten Rand des europäischen Kontinents miteinander vermischt sind. Kalk- und Tonschiefer des Unteren Penninikums bilden heute die Berge zwischen Brig und Prättigau.
Die klassischerweise zum Penninikum gerechneten tiefsten Einheiten des penninischen Deckenstapels enthalten Gesteine, die dem Übergang zwischen Ozean und den Außenbereichen des europäischen Kontinentalschelfs entstammen. Sie werden heute unter dem Namen Subpenninikum zusammengefasst.

## Tektonischer Bau
Das Penninikum ist in seiner Gesamtheit als mittlere Großeinheit zwischen der adriatischen Oberplatte und der europäischen Unterplatte oft stark tektonisch beansprucht. Anders als im Helvetikum wurde nicht nur das sedimentäre Deckgebirge, sondern auch das kristalline Grundgebirge in die Deckentektonik mit einbezogen. Typisch für seinen Bau sind große, liegende Falten mit Gneiskernen sowie die häufig vorkommende, großräumige Abscherung der Sedimentdecken von ihrer ursprünglichen Unterlage, vor allem an Evaporitserien der Trias. Die abgescherten Sedimente wurden im Allgemeinen weiter nach Norden verfrachtet als ihr Unterlager, so dass das kristalline Grundgebirge im Süden zurückblieb. Schmale Reste von Sedimenten machen dort eine Unterscheidung der verschiedenen Deckeneinheiten möglich.
Das Penninikum wurde in einem späten Stadium der alpinen Orogenese an der Periadriatischen Naht nach Süden und Südwesten auf das Südalpin rücküberschoben, so dass der Deckenstapel auf komplizierte Weise verfaltet wurde. Darüber hinaus kam es im Tessin zu einer tief reichenden Aufwölbung. Das komplette Penninikum wurde in einer Nord-Süd-streichenden Struktur, dem Lepontinischen Dom, um bis zu 16 km angehoben. Aus diesem Grund sind die Einheiten des Tiefpenninikums dort an der Oberfläche aufgeschlossen.
Auf dem penninischen Deckenstapel der Schweiz und Frankreichs ist im Gebiet der Dent Blanche ein großer Rest ostalpiner Gesteine erhalten geblieben, die Dent Blanche-Decke. Ungefähr an der Grenze zwischen Schweiz und Österreich werden die penninischen Decken von den ostalpinen Decken fast vollständig überlagert. Sie treten nur im penninischen Flysch der den Alpennordrand begleitenden Flyschzone zu Tage sowie in einigen tektonischen Fenstern im Osten (Gargellenfenster, Unterengadiner Fenster, Tauernfenster und Rechnitzer Fenster).

### Klippendecken
Hoch- und Mittelpenninische Sedimente sind von ihrer kristallinen Unterlage abgeschert und weit nach Norden überschoben worden. Sie liegen heute als vom übrigen Penninikum isolierte tektonische Klippen vor. Die Decken der Préalpes liegen auf den tektonisch tieferen helvetischen Decken, ganz im Norden sogar auf überfahrener Molasse. Hier bilden tektonisch stark beanspruchte ultrahelvetische Sedimente die vermittelnde Schicht zwischen den Préalpes und ihrem Unterlager.
Die Klippendecken bilden eine lange Reihe von Einzelvorkommen, die sich zwischen dem Osten von Luzern (Mythen-Decke) in der Schweiz in weitem Bogen bis nach Annecy in Frankreich (Annes-Decke) hinziehen. Die größten zusammenhängenden Vorkommen sind zwei große, an der Ostspitze des Genfersees ineinander übergehende Einheiten: im Südwesten die Chablais-Préalpes, südlich des Genfersees im Chablais, und im Nordosten die Préalpes Romandes in den Freiburger Voralpen.
Die Préalpes werden von unten nach oben in folgende Einheiten unterteilt:
- die Niesen-Decke, die nur in den Préalpes Romandes vorkommt und dort die südlichste Einheit der Klippendecken bildet
- die Préalpes Médianes, sie werden in die Préalpes Plastiques (vor allem weiche, plastische Flysch-Gesteine) und die überlagernden Préalpes Rigides (vor allem harte, rigide Kalksteine) eingeteilt
- die Brekzien-Decke, die nur auf dem südlichen Teil der Préalpes Médianes vorkommt
- die Nappe Supérieure, sie wird noch einmal unterteilt die Gets-Decke, die Simmen-Decke, die Dranses-Decke und die Gurnigel-Decke.

## Vorkommen
Größere Teile des Alpenraumes bestehen aus Gesteinen des Penninikums, vor allem in den Westalpen und den Schweizer Alpen. Die Westalpen südlich der Rhone-Simplon-Linie bestehen fast ausschließlich aus Gesteinen des Penninikums, denen nach Westen externe Kristallinmassive und tektonisch deformiertes Deckgebirge vorgelagert sind. Im Schweizer Raum werden die Gebiete südlich des Aarmassivs und nördlich der Periadriatischen Naht dem Penninikum zugerechnet. In den Klippen-Decken östlich Luzern und in der Dent-Blanche-Decke lagern dem Penninikum hier Überreste der Einheit des Ostalpins auf. Das westalpine Penninikum taucht bei Liechtenstein und Graubünden unter das Ostalpin ab. Östlich des Rheins wird das Penninikum so fast vollständig von den Ostalpinen Decken überlagert.
In den Ostalpen ist es unter diesen Decken nur in einigen Bereichen an der Oberfläche erschlossen. Zu den penninischen Decken gehört die Flyschzone (Sandsteinzone), die den Alpennordrand in Bayern und Österreich auf weite Strecken begleitet. In den Alpen selbst erscheint das Penninikum mit kristallinen Gesteinen in geologischen Fenstern, zum Beispiel im Gargellenfenster in Vorarlberg, im Unterengadiner Fenster, das bis Prutz in Tirol hereinreicht; im Tauernfenster zwischen Brennerfurche und Liesertal und im Rechnitzer Fenster am Ostende der Alpen.

## Namensherkunft
Der Ausdruck Penninikum leitet sich von den Penninischen Alpen ab, deren Name von den lateinischen Namen Mons Penninus bzw. Summus Penninus für den Großen Sankt-Bernhard-Pass und Vallis Pennina (Vallis Poenina) für das obere Rhonetal (entspricht ungefähr dem heutigen Kanton Wallis) ableitet. Ursprünglich dürfte sich der Name auf ein keltisches oder vorkeltisches Wort für Pass oder Berg bezogen haben (vgl. gälisch ben, walisisch pen), das später eine keltische und dann römische Gottheit bezeichnete (Iupiter Penninus, mit nachfolgend hergestelltem Bezug auf den Punier (Poenus) Hannibal auch Iupiter Poeninus).